# Zimbabwe op de Olympische Zomerspelen 2024
Zimbabwe nam deel aan de Olympische Zomerspelen 2024 in Parijs, Frankrijk.

## Aantal deelnemers
Hieronder volgt een overzicht van de atleten die deelnamen aan de Olympische Zomerspelen van 2024.
| Sport    | Mannen | Vrouwen | Totaal |
| -------- | ------ | ------- | ------ |
| Atletiek | 3      | 1       | 4      |
| Roeien   | 1      | 0       | 1      |
| Zwemmen  | 1      | 1       | 2      |
| Totaal   | 5      | 2       | 7      |

## Deelnemers en resultaten

### Atletiek

#### Loopnummers
Mannen
| atleet                | onderdeel | voorronde | voorronde | series | series | herkansingen | herkansingen | halve finale | halve finale | finale  | finale |
| atleet                | onderdeel | tijd      | rang      | tijd   | rang   | tijd         | rang         | tijd         | rang         | tijd    | rang   |
| --------------------- | --------- | --------- | --------- | ------ | ------ | ------------ | ------------ | ------------ | ------------ | ------- | ------ |
| Makanakaishe Charamba | 200 m     | n.v.t.    | n.v.t.    | 20,27  | 2 Q    | bye          | bye          | 20,31        | 3 q          | 20,53   | 8      |
| Tapiwanashe Makarawu  | 200 m     | n.v.t.    | n.v.t.    | 20,07  | 2 Q    | bye          | bye          | 20,16        | 3 q          | 20,10   | 6      |
| Isaac Mpofu           | marathon  | n.v.t.    | n.v.t.    | n.v.t. | n.v.t. | n.v.t.       | n.v.t.       | n.v.t.       | n.v.t.       | 2.10.09 | 19     |

Vrouwen
| atleet          | onderdeel | series | series | herkansingen | herkansingen | halve finale | halve finale | finale | finale |
| atleet          | onderdeel | tijd   | rang   | tijd         | rang         | tijd         | rang         | tijd   | rang   |
| --------------- | --------- | ------ | ------ | ------------ | ------------ | ------------ | ------------ | ------ | ------ |
| Rutendo Nyahora | marathon  | n.v.t. | n.v.t. | n.v.t.       | n.v.t.       | n.v.t.       | n.v.t.       | DNF    | DNF    |

### Roeien
Mannen
| atleet      | onderdeel | series  | series | herkansingen | herkansingen | kwartfinale | kwartfinale | halve finale | halve finale | finale  | finale |
| atleet      | onderdeel | tijd    | rang   | tijd         | rang         | tijd        | rang        | tijd         | rang         | tijd    | rang   |
| ----------- | --------- | ------- | ------ | ------------ | ------------ | ----------- | ----------- | ------------ | ------------ | ------- | ------ |
| Stephen Cox | skiff     | 7.11,98 | 4 H    | 7.22,45      | 4 HE/F       | bye         | bye         | 7.36,59      | 2 FE         | 7.09,34 | 29     |

### Zwemmen
Mannen
| atleet             | onderdeel     | series  | series | halve finale   | halve finale   | finale         | finale         |
| atleet             | onderdeel     | tijd    | rang   | tijd           | rang           | tijd           | rang           |
| ------------------ | ------------- | ------- | ------ | -------------- | -------------- | -------------- | -------------- |
| Denilson Cyprianos | 200 m rugslag | 2.01,91 | 28     | niet geplaatst | niet geplaatst | niet geplaatst | niet geplaatst |

Vrouwen
| atleet                   | onderdeel        | series | series | halve finale   | halve finale   | finale         | finale         |
| atleet                   | onderdeel        | tijd   | rang   | tijd           | rang           | tijd           | rang           |
| ------------------------ | ---------------- | ------ | ------ | -------------- | -------------- | -------------- | -------------- |
| Paige van der Westhuizen | 100 m vrije slag | 58,19  | 25     | niet geplaatst | niet geplaatst | niet geplaatst | niet geplaatst |